# Südliches Anhalt
Südliches Anhalt (literalmente "Anhalt del Sur") es una ciudad situada en el distrito de Anhalt-Bitterfeld, en el estado federado de Sajonia-Anhalt (Alemania), a una altitud de 80 metros. Su población a finales de 2015 era de unos 13 800 habitantes y su densidad poblacional, 72 hab/km².
La ciudad fue fundada el 1 de enero de 2010, cuando la ciudad de Radegast se fusionó con los hasta entonces vecinos municipios rurales de Edderitz, Fraßdorf, Glauzig, Großbadegast, Hinsdorf, Libehna, Maasdorf, Meilendorf, Prosigk, Quellendorf, Reupzig, Riesdorf, Scheuder, Trebbichau an der Fuhne, Weißandt-Gölzau, Wieskau y Zehbitz, a los cuales se sumaron el 1 de setiembre del mismo año la ciudad de Gröbzig y los municipios rurales de Görzig y Piethen.
Su territorio comprende un área de población dispersa en la periferia oriental y meridional de la capital distrital Köthen.